# Thoard
Thoard é uma comuna francesa na região administrativa da Provença-Alpes-Costa Azul, no departamento dos Alpes da Alta Provença. Estende-se por uma área de 43,69 km². Em 2010 a comuna tinha 754 habitantes (densidade: 17,3 hab./km²).